# Ransome Judson Williams
Ransome Judson Williams, född 4 januari 1892 i Orangeburg County i South Carolina, död 7 januari 1970 i Myrtle Beach i South Carolina, var en amerikansk demokratisk politiker. Han var South Carolinas viceguvernör 1943–1945 och därefter guvernör 1945–1947.
Williams studerade vid Medical College of South Carolina och var sedan verksam som apotekare. År 1943 tillträdde han som South Carolinas viceguvernör. År 1945 efterträdde han Olin D. Johnston som guvernör och efterträddes 1947 i guvernörsämbetet av Strom Thurmond. År 1970 avled han i en ålder av 78 år.